# Miguel Machinandiarena
Miguel Machinandiarena Sagasti (Aoiz, Navarra, España; 7 de octubre de 1899 - Buenos Aires, Argentina; 5 de junio de 1975) fue un empresario, financista y productor español de extensa trayectoria en Argentina.

## Carrera
Navarro emigrado a Argentina en 1915, Miguel Machinandiarena fue un pionero productor cinematográfico de gran éxito en la década del 40 y 50.
Hombre de finanzas, ocupaba un alto puesto en el Banco Avellaneda, el de inspector general y gerente. De Buenos Aires se traslada a los Estados Unidos donde descubre y se interesa por el negocio del film.
En 1937 fundó la importante empresa cinematográfica, Estudios San Miguel que comenzó a construir sus instalaciones -galerías y laboratorios- en la localidad de Bella Vista, y que dejó de realizar actividad alrededor de 1957. En ello tuvo la colaboración de sus hermanos Narciso Machinandiarena (fallecido en 1979) y Silvestre Machinandiarena (1887-1943).
Se inició como un exempleado bancario que había obtenido la concesión para la explotación del Casino de Mar del Plata –teniendo como socio oculto al gobernador Manuel Fresco; en 1936 incursionó en el cine produciendo con el sello Falma Film33 dos películas –una de ellas titulada Tararira (la bohemia de hoy), dirigida por Benjamín Fondane y otra con la cantante lírica Amanda Cetera - que no fueron estrenadas por su decisión, al parecer disconforme con el resultado obtenido; los filmes se rodaron en el mayor hermetismo en una galería chica que -años después y ya como Estudios San Miguel- fue transformada por Ralph Pappier en la única galería para efectos especiales que tuvo el cine del país en la época. 
En 1939 contrató a Augusto Álvarez, conocido empresario cinematográfico, exhibidor, distribuidor y periodista (propietario entonces del periódico especializado Film), para incorporarlo a los estudios en calidad de gerente y director-gerente de la Distribuidora Panamericana SRL, compañía asociada, propiedad de los fundadores, que tuvo a su cargo la venta y distribución de las producciones del sello a nivel nacional e internacional. La dinámica que imprimió Álvarez, hombre clave de San Miguel, que el año de su ingreso acababa de liquidar su empresa de cines, permitió la apertura de oficinas, sucursales y representaciones en toda Latinoamérica, Estados Unidos y España.
En 1944 Miguel Machinandearena, estaba preparando una nueva película, "La cabalgata del circo", la cual iba a llevar de estrellas a Hugo del Carril y a Libertad Lamarque. Miguel Machinandearena estaba preparando su cuarta película junto a libertad, por lo cual un día llama a la casa de Libertad para pedirle que lo recibiera cuanto antes, que debían platicar algunos asuntos que eran algo delicado. Miguel quería consultarle a su estrella sobre la asignación de un papel secundario a una artista secundaria como lo era Eva Duarte. No era la costumbre que se consultara a las figuras por la asignación de papeles secundarios a actores secundarios, solo se consultaba sobre primerísimos actores y actrices. Libertad Lamarque responde afirmativamente al pedido de Miguel.
Miguel Machinandiarena tenía la concesión para la explotación del Casino de Mar del Plata y Eva Duarte ya era una mujer que frecuentaba a grandes nombre de la política de la época y por lo tanto Miguel Machinandiarena acomoda a Eva Duarte con un papel en esa película, con el objetivo de asegurarse la renovación de la concesión para explotar el casino de Mar Del Plata. 
A lo largo de su carrera dio lugar a notables figuras del ambiente artístico como Enrique Muiño, Libertad Lamarque, Niní Marshall, Hugo del Carril,  Francisco Petrone, Imperio Argentina, Mario Gabarrón, Luis Sandrini, Amelia Bence,  Soledad Silveyra, entre otros.

## Películas que produjo
- 1936: Tararira (la bohemia de hoy).[5]
- 1940: Petróleo.
- 1942: Melodías de América.
- 1942: En el viejo Buenos Aires.
- 1942: El viejo Hucha.
- 1942: La guerra gaucha.
- 1943: Tres hombres del río.
- 1943: Cuando florezca el naranjo.
- 1943: Juvenilia.
- 1943: Casa de muñecas.
- 1943: Eclipse de sol.
- 1943: Los hombres las prefieren viudas.
- 1944: El fin de la noche.
- 1944: Cuando la primavera se equivoca.
- 1944: Su mejor alumno.
- 1945: La cabalgata del circo
- 1945: La dama duende.
- 1946: La pródiga.
- 1946: Camino del infierno.
- 1946: Las tres ratas.
- 1946: Milagro de amor.
- 1946: La maja de los cantares.
- 1946: Pampa bárbara.
- 1947: Romance musical
- 1947: La cumparsita.
- 1947: La senda oscura.
- 1947: Vacaciones.
- 1947: Madame Bovary.[6]
- 1948: Don Bildigerno en Pago Milagro.
- 1948: La serpiente de cascabel.
- 1948: Pobre, mi madre querida.
- 1948: Pelota de trapo.
- 1949: El extraño caso de la mujer asesinada.
- 1949: Historia del 900.
- 1950: La barra de la esquina.
- 1950: El último payador
- 1951: Los isleros.
- 1951: Los árboles mueren de pie.
- 1951: Buenos Aires, mi tierra querida.
- 1952: Si muero antes de despertar.
- 1952: No abras nunca esa puerta.